# Freak Show (Silverchair)
Freak Show, pubblicato il 4 febbraio 1997 da Sony Records è il secondo album dei Silverchair, band post-grunge australiana.
Il nome dell'album venne scelto dal cantante/chitarrista Daniel Johns perché ritenuto adatto a descrivere l'appartenenza ad una band famosa che si esibisce dal vivo allo stesso modo di un circo o di uno show. La band ha spesso dichiarato la propria stima per Nick Launay, produttore che avrebbero voluto anche per il precedente album Frogstomp. L'occasione di lavorare insieme arrivò con Freak Show e la band riuscì ad ottenere in pieno il suono cercato, cosa che sotto alcuni aspetti non avvenne per Frogstomp.
Il missaggio fu affidato ad un altro importante nome, Andy Wallace, tecnico che la band aveva in precedenza apprezzato per gli ottimi lavori svolti con Rage Against the Machine e Helmet. Questi importanti collaboratori e il dovuto tempo dedicato alle registrazioni (3 settimane contro i 9 giorni dedicati a Frogstomp) fanno di Freak Show un album completo, forte anche di testi più personali rispetto al predecessore.

## Tracce
1. Slave
2. Freak
3. Abuse Me
4. Lie to Me
5. No Association
6. Cemetery
7. The Door
8. Pop Song for Us Rejects
9. Learn to Hate
10. Petrol & Chlorine
11. Roses
12. Nobody Came
13. The Closing

- L'album è stato pubblicato in Cd e in edizione vinile. Esiste inoltre una versione limitata con vinile giallo.
  - Alcune versioni del Cd contengono una traccia-ROM interattiva.

## Curiosità
Il riff di chitarra del brano "Slave" è simile a quello di "I Don't Know Anything" dei Mad Season.

## Formazione
- Daniel Johns - voce, chitarra
- Chris Joannou - basso
- Ben Gillies - batteria

## Singoli estratti
- "Freak"
- "Abuse Me"
- "Cemetery"
- "The Door"